# Daulia aurantialis
Daulia aurantialis là một loài bướm đêm trong họ Crambidae.